# Cuộc nổi dậy ở Đá Vách
Phong trào nổi dậy ở Đá Vách là một loạt các cuộc nổi dậy của người dân tộc thiểu số ở khu vực Quảng Ngãi, Việt Nam kéo dài suốt hơn một nửa thế kỷ từ buổi đầu triều đại vua Gia Long.

## Thông tin mở đầu
- Phía Tây Quảng Ngãi là địa bàn cư trú của các dân tộc, như: Kor, Ktu, Ba Na, Xơ Đăng...nhưng nhiều nhất là người Hrê.[3] Trong các thư tịch xưa, người Hré được ghi bằng các tên gọi khác nhau, như: Mọi[4] Lũy (ý nói dân ở bên kia lũy Bình Man), Mọi Nước (hay Mọi Đồng, ý nói dân tộc này biết làm ruộng lúa nước), Mọi Hoang (ý nói không khống chế nổi), Tà Mạ (tên một cư trú của ngưới Hré), Mọi Đá Vách (hay Man Thạch Bích, tức gọi theo tên một ngọn núi có tên Nôm là Đá Vách, tên chữ Hán là Thạch Bích) hay chỉ đơn giản là Man...
- Núi Thạch Bích, nằm ở phía Đông Nam huyện Sơn Hà giáp với huyện Minh Long, tỉnh Quảng Ngãi. Sách Đại Nam nhất thống chí (Quyển 6, phần tỉnh ]Quảng Ngãi) chép về núi này như sau:

Thế núi chót vót, vách đá rất hiểm trở, cỏ mọc rậm rạp, chưa từng có tiều phu đến chặt củi. Buổi sớm khói mây ngưng sắc tía, suối hang ngậm màu son. Lúc mặt trời chiếu xuống, núi đá đều sáng láng như ánh sao đêm.
Khi đến đây làm Tuần phủ (1750), danh sĩ Nguyễn Cư Trinh đã liệt núi Thạch Bích là một trong 12 cảnh đẹp của tỉnh (Quảng Ngãi thập nhị cảnh) qua bài thơ "Thạch Bích tà dương" (Bóng chiều núi Thạch Bích).

## Nguyên nhân chính

### Sưu thuế cao
Ngay từ khi lên ngôi, vua Gia Long đã ký ban hành các loại thuế đánh vào lâm thổ sản ở vùng này, làm cho "dân Man quanh năm nộp thuế không lúc nào rỗi. Hậu quả là: "dân phải nhặt củ rau và quả ở núi để ăn cho no bụng".

### Cai trị bằng bạo lực
Cuộc khởi nghĩa Tây Sơn nổ ra, được người dân ở Đá Vách nhiệt liệt tham gia. Theo Vũ Man tạp lục thư của Nguyễn Tấn (một võ quan triều Tự Đức), thì lúc đó: sáu đạo binh của chúa Nguyễn bị bãi bỏ, dân biên giới tự lo phòng thủ, chọn người tài giỏi trong bọn thổ hào, thổ mục đặt lên để điều khiển họ. Chính vì vậy, ngay khi lên ngôi, Gia Long đã áp đặt chế độ trấn quan, cho lập đồn binh ở các nguồn, để dễ bề dập tắt các cuộc nổi dậy nhằm khôi phục.
Bên cạnh đó, quan lại được triều đình cử đến, nhiều người không thực sự có tài cai trị và biết yêu thương dân. Đơn cử như: 
Dạo ấy, có viên Phó Quản cơ là Lê Quốc Huy đối xử với người Man rất hà khắc, Duyệt liền bắt Quốc Huy, hài tội rồi tâu xin chém...
Còn võ quan Nguyễn Tấn thì cho biết kế sách của mình khi đến quản vùng Đá Vách như sau:
Đánh thuế chứ đừng cho chúng tích trữ vật thực, bởi vì nếu tích trữ được lương thực thì chúng dễ bề làm phản…Nếu bọn chúng còn ngoan cố không chịu nạp thuế thì ta phái quân lên gặt hết lúa của chúng mà ăn, lần thứ hai nếu còn không chịu nạp thì đánh.

### Tệ nhũng nhiễu, tham lam của quan lại và địa chủ
Trong sách Việt Nam thế kỷ 19 (1802-1884), GS. Nguyễn Phan Quang cho biết: 
Mỗi lần đi kinh lý, các trấn quan mặc sức cướp thóc gạo, gia súc, lâm sản, kể cả phụ nữ. Đơn cử như Nguyễn Tấn, vào năm 1864, trong một lần đem quân lên vùng núi Làng Nông, ông đã "bắt được vài ngàn con trâu". Còn ruộng đất chiếm đoạt chắc là nhiều lắm, vì sang đầu thế kỷ 20, số đất hương hỏa mà con cháu ông Tấn còn thừa hưởng là 215 mẫu ruộng. Và ngay cả Lê Văn Duyệt, ông cũng đã từng chiếm đoạt hàng trăm mẫu ruộng tốt ở Bình Khương, Trà Khương.
Đó là chưa kể tới giới "ăn theo" là địa chủ. Cũng theo sách trên, thì: Những vùng đất màu mỡ dọc các sông Trà Bồng, Trà Khúc của người kro lần lượt rơi vào tay địa chủ...

### Xúc phạm những tập tục lâu đời
Các vua đầu thời Nguyễn còn mắc sai lầm khi cho rằng: Bọn man mọi ngu dại chưa thấm nhuần phong hóa, cần buộc họ cắt tóc, ăn mặc và sinh hoạt giống như người miền xuôi. Tất cả đã làm cho người dân Đá Vách nung nấu căm thù, dẫn đến nhiều cuộc giao chiến suốt hơn 50 năm, bất chấp mọi biện pháp khủng bố và âm mưu chia rẽ của triều đình nhà Nguyễn.

## Cuộc đấu tranh bền bỉ
Theo sử sách, thì khoảng giữa thế kỷ 18, quan quân của triều đình phong kiến đã phải run sợ mỗi khi đi tiễu trừ quân Đá Vách ở Quảng Ngãi:
Những sợ nhiều quân Đá Vách,
Tưởng thôi lạc phách, nhớ đến kinh hồn.
(trích Sãi vãi)
1761, thời chúa Vũ Vương Nguyễn Phúc Khoát, Tuy Lộc hầu Đặng Đại Lược Cai bạ Quảng Nam dinh cùng con là Lãnh Đức hầu Đặng Đại Độ (sau này được phong làm Tuần phủ Gia Định, đặc tấn phong Khâm sai Tuần hành ngũ Phủ) đem quân đánh dẹp.
Đến thời chúa Nguyễn Phúc Thuần, người Đá Vách lại chống mệnh, làm Cai bạ Trần Phước Thành phải đi đánh dẹp.
Nên khi khôi phục được cơ nghiệp, vua Gia Long liền lệnh cho trấn quan Quảng Ngãi là Nguyễn Văn Toàn gấp rút bổ sung đội ngũ để canh phòng người Man, bởi bấy lâu nay họ không cộng tác với chúa Nguyễn mà ủng hộ nhà Tây Sơn.
Bị canh phòng như vậy nhưng theo sử nhà Nguyễn, thì: Người Mọi ở giáp giới đầu nguồn Quảng Ngãi hàng năm cứ quấy nhiễu. Nhưng ác liệt nhất, là vào các năm 1803, 1804, 1806, 1807; và đã làm cho quan quân nhà Nguyễn thiệt hại không ít. Do quân Đá Vách có những lợi thế sau:
- Lối đánh du kích nhiều biến hóa đã tỏ ra rất hiệu quả, nên chỉ với một lực lượng nhỏ cùng với những vũ khí thô sơ, như: giáo mác, lao nhọn, cung nỏ, chông bẫy; vẫn kình chống với hàng mấy ngàn binh tướng được trang bị súng ống đầy đủ (kể cả đại bác).
- Địa thế chiến đấu hiểm trở, nhiều sơn chướng...gây bất lợi cho quân Nguyễn, nhưng lại là nơi thuận lợi cho đội quân nổi dậy.

Cho nên khi vua Gia Long ngự giá đến dinh Quảng Nam, Trấn thủ Trương Phúc Phượng đã có lời tâu lên rằng: 
Người Man ương ngạnh dựa vào địa thế hiểm trở, hễ quan quân đi rồi bọn họ lại kêu nhau tụ tập. Bọn này ngang bướng hơn cả giặc Cam Lộ ở Quảng Đức, giặc Ba Phủ ở Thuận Thành. Hơn nữa đất ở đây rộng, quân ta canh phòng không xuể, nếu không có biện pháp thì khó giữ được an ninh.
Dưới đây là lược kể một vài trận đáng chú ý.

### Dưới thời Gia Long
Năm 1803, người Đá Vách gây biến, Tả quân Lê Văn Duyệt cùng Phó tướng Nguyễn Văn Hiếu đem quân đánh đuổi đến chỗ nước xoáy khe Tử Khê. thì không dám cho tiến thêm. Nhận tấu sớ báo về, Gia Long (trị vì: 1802-1820) sai ban thưởng, nhưng căn dặn tướng soái rằng: Trời hè mưa lụt, tướng sĩ lặn lội nơi lam chướng bị ốm rất nhiều, tiến đánh thực là chưa tiện. 
Để khắc phục tình cảnh "quân lính từ nơi khác đến lâu ngày không quen thủy thổ", nhà vua ban lệnh lấy ngay lính ở địa phương, phiên chế thành 10 kiên cơ, để đóng giữ. Nhưng do thiếu lương thực và ở lâu không rừng rậm mà không được thay phiên, nên quân lính vẫn ốm chết nhiều.
Cho nên vào năm 1807, trước khi Tả quân Lê Văn Duyệt dẫn quân vào Đá Vách lần nữa, vua Gia Long đã đưa ra quyết sách rằng: 
Động binh không phải là điều hay. Chỉ vì bọn ác man quấy rối nên phải dùng đến quân lính... Nay ngươi nên tùy cơ chiêu dụ để dân cư được yên, đó là thượng sách dẹp giặc.
Tuy nhiên, biện pháp "chiêu dụ" của triều đình không mấy hiệu quả, vì cuối năm này, quân Vách Đá lại kéo xuống đốt bảo Tượng Đầu. Nhà vua bèn sai Lưu thú Nguyễn Công Toản và Phan Tiến Hoàng đem quân đánh đuổi. Rồi lại cử Lê Văn Duyệt trở vào một lần nữa, và lại nhắc nhở rằng: Ngươi phải tùy liệu xử trí để phục lòng chúng, không đánh mà khuất phục được người là thương sách đó. Lần này, Tả quân Duyệt sai người giả làm dư đảng Tây Sơn lẻn vào các buôn làng dò hỏi. Đến khi biết việc cai trị của Phó quản cơ Lê Quốc Huy rất hà khắc và nhũng nhiễu, Tả quân cho hài tội rồi xin chém ngay để hả cơn giận của dân.
Nhưng chỉ vỗ yên được một ít đến lâu, cuối năm 1810, quân Đá Vách lại tràn xuống đánh bảo Giang Ngạn, giết chết viên Thủ ngự rồi kéo đến đánh phá thôn Bồ Đề, quê hương của Lê Văn Duyệt.
Năm 1812, thấy quân nổi dậy hoạt động mạnh, Tả quân xin lấy các xã ven núi đặt làm 27 xóm, chọn người đứng đầu, lại điều quân thuộc 6 cơ ở Quảng Ngãi đóng chặn.
Năm 1816, quân Đá Vách lại kéo xuống đánh phá, quan nhà Nguyễn là Phan Tiến Hoàng không chống nổi, bị trói về kinh nhận án trảm giam hậu.
Năm Gia Long thứ 18 (1819), theo đề nghị của Lê Văn Duyệt, nhà vua cho đắp trường lũy Bình Man (nay có tên là Trường Lũy Quảng Ngãi).

### Dưới thời Minh Mạng
Vua Minh Mạng (trị vì: 1820-1841) vừa lên ngôi, thì quân Đá Vách lại tràn xuống quấy phá các bảo. Năm 1833, quân Đá Vách lại tràn xuống nữa. Tức giận, nhà vua hạ lệnh cho quân truy lùng "tận sào huyệt của chúng", nhưng càng tiến sâu vào rừng núi hiểm trở, quân triều càng tổn thất nặng nề hơn. Trong cuộc truy quét này, Quản cơ Tĩnh Man là Đoàn Văn Đáng tử trận.

### Dưới thời Thiệu Trị
Năm đầu thời Thiệu Trị (trị vì: 1841-1847), cuộc đấu tranh của nhân dân Đá Vách lại bùng lên, bắt đầu bằng trận vây đánh bảo An Bài.
Năm 1844, hơn 300 quân nổi dậy bí mật tập kích cơ 1 nhằm giữ chân, để cho một lực lượng khác khoảng hơn 1000 người tràn xuống đánh các đồn mang số: 1, 4 và 5 trên lũy Bình Man. Viên Lãnh binh Nguyễn Văn Vĩnh vội báo về triều, nhưng viện binh chưa đến thì đồn đã bị 5 phá, viên Phó quản cơ đã bị giết và họ cũng đã kịp rút vào rừng sâu.
Cuối năm đó, Án sát Quảng Ngãi Mai Khắc Mẫn mang quân đánh vào Man Minh Long, nhưng thua to. Tác giả sách Vũ Man tạp lục, chép: Án sát tỉnh nhà là Mai Khắc Mẫn tiến đánh...đêm đến bỗng nghe gió thổi hạc kêu, quân lính bỏ chạy dẫm đạp lên nhau mà chết không đếm được.
Đầu năm 1847, quân nổi dậy lại đánh vào 5 đồn sở trên lũy, quân triều chống giữ không nổi, nhiều binh lính quá khiếp sợ đã bỏ trốn về quê…
Sau trận này, nhà vua ra lệnh đặt thêm 13 đồn bảo để tăng cường sức đối phó.

### Dưới thời Tự Đức
Trong những năm đầu đời Tự Đức (trị vì: 1847-1883), cuộc đấu tranh của nhân dân Đá Vách vẫn diễn ra, nhưng ít gay gắt hơn. Đến 1854, thì họ lại quyết liệt khiến nhà vua phải ra lệnh cho quan đầu tỉnh Quảng Ngãi điều động cả lính đang nghỉ phép, để bổ sung cho các đồn bảo.
Đến giữa năm sau (1855), quân nổi dậy tấn công bảo Ngân Hòa và Vĩnh Khánh, rồi thừa thắng đánh luôn bảo Tuy An, làm viên Hiệp quản phải bỏ chạy. Sau đó, nhà vua phải điều thêm 1000 lính đế phối hợp mới đánh đuổi được. Sách Đại Nam Thực lục, chép lời lại lời nhà vua: Ác man là bọn giặc hèn mọn mà quân ta ở quân thứ đã đến 4.000 người. Nay tạm cho thêm 1000 lính nữa để mau dập tắt...
Không sợ hãi, quân Đá Vách còn tổ chức tấn công thêm mấy lần nữa. Tính ra, chỉ nội trong năm 1855, họ đã vây đánh các đồn bảo 12 lần.

## Sách tham khảo
- Quốc sử quán (triều Nguyễn), Đại Nam thực lục (Tiền biên và Chính biên). Nhà xuất bản Sử học và Nhà xuất bản Khoa học Xã hội, Hà Nội, 1962-1972.
- Nguyễn Phan Quang, Việt Nam thế kỷ 19 (1802-1884). Nhà xuất bản Thành phố Hồ Chí Minh, 2002.
- Ngô Giáp Đậu, Hoàng Việt long hưng chí. Nhà xuất bản Văn Học, 1993.
- Viện Dân tộc học, Sổ tay về các dân tộc ở Việt Nam. Nhà xuất bản Khoa học Xã hội, 1993.
- Trương Hữu Quýnh-Phan Đại Doãn-Nguyễn Cảnh Minh, Đại cương lịch sử Việt Nam (Tập I), Nhà xuất bản Giáo dục, 2007.